# Політична система Фінляндії
Політична система Фінляндії — сукупність усіх наявних конституційних установ, які визначають та реалізують внутрішню та зовнішню політику держави.

## Законодавчий статус
Державний устрій Фінляндії визначається Конституцією, основним законом країни.
Основні положення, пов'язані з основами державного устрою, містяться в I розділі Конституції. Згідно з Конституцією державна влада в Фінляндії належить народу. Мета демократії визначається як забезпечення права кожному брати участь у громадській діяльності і розвитку середовища проживання. Встановлюється принцип здійснення державної влади з основою тільки на чинне законодавство.
Встановлюється принцип поділу влади на виконавчу, законодавчу і судову.

## Основні органи
Законодавча влада здійснюється Парламентом. Виконавча влада здійснюється Президентом Республіки Фінляндія і Державною радою (Урядом). Члени Державної ради повинні користуватися довірою Парламента. Судова влада здійснюється незалежними судами і очолюється Верховним судом і Верховним адміністративним судом.